# 16 d'octubre
El 16 d'octubre és el dos-cents vuitanta-novè dia de l'any del calendari gregorià i el dos-cents norantè en els anys de traspàs. Queden 76 dies per finalitzar l'any.

## Esdeveniments
Països Catalans
- 1321 - València: primera riuada documentada del Túria, amb esfondrament de nombrosos edificis i serioses afectacions als ponts dels Catalans (actualment de la Trinitat), del Real i altres.[1]
- 1977 - Alacant: El militant del MCPV Miquel Grau va morir a l'hospital a causa de les ferides produïdes pel llançament d'una rajola al cap quan penjava uns cartells de la Diada del País Valencià.
- 2004 - Barcelona: Leo Messi juga el seu primer partit amb el Futbol Club Barcelona.
- 2016 - El Vendrell: La Colla Jove Xiquets de Tarragona, tot i haver-ho fet per primera i única vegada dues setmanes abans en el marc del XXVI Concurs de Castells de Tarragona, tampoc va descarregar el 3 de 9 amb folre i agulla.[2]
- 2017 - Jordi Cuixart i Jordi Sànchez són empresonats a Soto del Real de manera preventiva per l'Audiencia Nacional Espanyola a petició del fiscal general de l'Estat espanyol.
- 2020 - Andorra es converteix en el 190è membre del FMI.[3]

Resta del món
- 646 - Celebració del VII Concili de Toledo.
- 1689 - Elecció del Cardenal italià Pietro Vitto Ottoboni com a Papa, que es va nomenar Alexandre VIII.
- 1805 - Batalla d'Ulm, conflicte entre França i Àustria.[4]
- 1813 - Batalla de Leipzig, el major enfrontament armat de les guerres napoleòniques i la més seriosa derrota sofrida per Napoleó Bonaparte.[5]
- 1817 - Es descobreix la tomba de Seti I a la Vall dels Reis a Egipte.[6]
- 1834 - Es produeix l'incendi al Palau de Westminster.[7]
- 1843 - Dublín (Irlanda): William Rowan Hamilton formula els nombres quaternions.
- 1846 - El doctor William Thomas Morton de Boston utilitza per primera vegada l'èter com a anestèsic donant origen a la cirurgia sense dolor.
- 1878 - El naturalista Ramón Lista va descobrir a la Patagònia un riu interior que va nomenar Belgrano.
- 1910 - Primera travessia en dirigible pel Canal de la Mànega.
- 1943 - Assalt nazi al gueto jueu de Roma on es van deportar 1026 persones de les quals només sobreviurien 16.[cal citació]
- 1945 - Creació de l'Organització per l'Alimentació i l'Agricultura
- 1946 - Es fan efectives les condemnes a mort dictades pel Tribunal Militar Penal Internacional durant els Judicis de Nuremberg executant 11 líders nazis.
- 1978 - el Vaticà (Roma): el conclave proclama papa Karol Woytila, que regnarà com a Joan Pau II.
- 1986 - Reinhold Messner es converteix en la primera persona que arriba a coronar catorze vuitmils.
- 1992 - Rigoberta Menchú, líder indígena guatemalenca, va guanyar el Premi Nobel de la Pau.
- 1994: a la Ciutat del Vaticà, el papa Joan Pau II beatifica a la fundadora de la Congregació Mares de Desemparats i Sant Josep de la Muntanya, Mare Petra de Sant Josep i al sacerdot jesuïta xilè Alberto Hurtado Cruchaga.
- 1995 - Primer judici a l'Estat espanyol amb jurat popular que es va celebrar a Palma.
- 1998 - És detingut a Londres Augusto Pinochet, a petició del jutge espanyol Baltasar Garzón, que l'acusa de genocidi, terrorisme i tortures.[8]
- 2002 - Alexandria (Egipte): inauguració de la nova Bibliotheca Alexandrina, promoguda per la UNESCO.[9]
- 2020 - Conflans-Sainte-Honorine, França: Un jove txetxè de 18 anys decapita a un professor d'institut d'història per haver ensenyat a classe unes caricatures de Mahoma.[10]

## Naixements
Països Catalans
- 1796, Sabadell: Pere Turull i Sallent, conegut com el Rico Catalán, industrial sabadellenc.
- 1906, Sabadell: Maria Teresa Bedós, pintora catalana (m. 1988).[11]
- 1921, Barcelona: Josep Trias, porter de futbol català.
- 1943, Sabadell: Josep Maria Plans i Molina, metge i polític català.
- 1949, Pessonada, Pallars Jussà: Pep Coll, escriptor català.

Resta del món
- 1678 - Zuric: Anna Waser, dibuixant, pintora i gravadora suïssa del Barroc (m. 1714).[12]
- 1679 - Louňovice, Bohèmia, Sacre Imperi: Jan Dismas Zelenka, compositor barroc
- 1847, Torí: Maria Pia de Savoia, princesa de Sardenya i després d'Itàlia, es convertí en reina de Portugal (m. 1911).[13]
- 1854, Dublín, Irlanda: Oscar Wilde, escriptor i dramaturg irlandès (m. 1900).[14]
- 1858, Seifersdorf, Turíngia, Imperi Alemany: Reinhard Vollhardt, compositor alemany
- 1863, Birmingham, Anglaterra: Austen Chamberlain, polític britànic, Premi Nobel de la Pau
- 1867, Varsòvia: Kazimiera Bujwidowa, feminista i activista polonesa, defensora del dret de les noies a estudiar (m. 1932).[15]
- 1888, 
  - Milà: Cia Fornaroli, ballarina, coreògrafa i actriu italiana (m. 1954).[16]
  - Nova York, Estats Units: Eugene Gladstone O'Neill, dramaturg estatunidenc, Premi Nobel de Literatura de 1936
- 1903, París: Cécile de Brunhoff, creadora del personatge de Babar (m. 2003).[17]
- 1923, Dallas, Texas, Estats Units: Linda Darnell, actriu estatunidenca.
- 1925, Londres, Anglaterra: Angela Lansbury, actriu anglesa guanyadora de sis Globus d'Or, sis premis Tony i l'Oscar honorífic el 2013 (m. 2022)[18]
- 1927, Gdańsk, Ciutat Lliure de Gdańsk (Polònia): Günter Grass, escriptor alemany guardonat amb el Premi Nobel de Literatura el 1999 (m. 2015).[19]
- 1929, Rio de Janeiro, Brasil: Fernanda Montenegro, actriu i membre de l'ABL.[20]
- 1936 - Girardot, Colòmbia: Nancy Patricia Gutiérrez, advocada i política colombiana
- 1938, Colònia (Alemanya): Nico, cantant alemanya
- 1943, Utrecht, Països Baixos: Robert Long, cantautor.
- 1949, Guangxi (Xina): Sun Li, nascut Sun Shengli (xinès: 孙胜利) escriptor xinès. Premi Mao Dun de Literatura de l'any 1991 per la seva novel·la 都市风流 traduïda a l'anglès com Rhapsody of Metropolis.(m. 2010).[21]
- 1956, Ciutat de Nova York, EUA: Marin Alsop directora d'orquestra.
- 1958, West Covina, Califòrnia (EUA): Tim Robbins, actor, director, guionista, productor, activista i músic estatunidenc.[22]
- 1962: Michael Peter Balzary, conegut pel seu nom artístic Flea, músic americà d'origen australià component del grup de rock Red Hot Chili Peppers.
- 1977, Fairfield (Connecticut): John Mayer, músic, cantant, compositor, periodista i productor musical.[23]

## Necrològiques
Països Catalans
- 1754 - Joan Torres i Oliva, sacerdot i biògraf.
- 1922 - Palma, Mallorca: Miquel Costa i Llobera, poeta mallorquí (n. 1854).
- 1934 - Barcelona: Josep Grañé i Artigas, fou un polític català i últim alcalde de Sants.
- 1936 - Quatretondeta, Comtat: Matilde Pérez Mollá, primera batllessa d'Espanya en la població de Quatretondeta (n. 1858).
- 1976 - Sabadell: Jaume Viladoms i Valls, pedagog i militant socialista català.
- 2000 - València: Antoni Ferrandis Monrabal, actor valencià.
- 2015 - Sueca, Ribera Baixa: Francesc de Paula Burguera i Escrivà, escriptor i polític valencià.
- 2017 - Barcelona: Maria Josepa Colom i Sambola, pintora i gravadora catalana (n. 1924).[24]

Resta del món
- 1553 - Weimar, Sacre Imperi: Lucas Cranach "el Vell", pintor alemany.[25]
- 1730 - Los Sarrasins França: Antoine de Lamothe-Cadillac, explorador francès a Nova França, fundador de Detroit (per això els automòbils Cadillac en prengueren el nom. (n. 1658)
- 1793 - París, França: Maria Antonieta, reina consort de França i muller del rei Lluís XVI.[26]
- 1893 - Montsauche-les-Settons, França: Jean-Martin Charcot, neuròleg francès (n. 1825).[27]
- 1945 - París: Berta Zuckerkandl-Szeps, escriptora, periodista, crítica i salonnière austríaca (n. 1864).[28]
- 1981 - Tel-Aviv, Israel: Moixé Dayan, militar i polític. Va ser cap d'estat major de l'exèrcit israelià, i va tenir un paper crucial en la Guerra dels Sis Dies (n. 1915).[29]
- 1982 - Mestre, Itàlia: Mario del Monaco, tenor italià (n. 1915).[30]
- 1985 - Melbourne, Austràliaː Margaret Michaelis, fotògrafa austríaca que va viure a Barcelona els anys 1933-1937 (n. 1902).[31]
- 1986 - Brussel·les: Arthur Grumiaux, violinista belga (n. 1921).[32]
- 1992 - North Chatham, Massachusetts, Estats Units: Shirley Booth, actriu estatunidenca.
- 1993 - Enugu: Flora Nwapa, escriptora nigeriana, «mare de la literatura africana moderna».[33]
- 2007 - Suffolk, Anglaterra: Deborah Kerr, actriu britànica, cèlebre en el cinema de Hollywood dels anys 50 (n. 1921).[34]
- 2017 - Sliema, Malta: Daphne Caruana Galizia, periodista i blogger maltesa assassinada (n. 1964).[35]

## Festes i commemoracions
- Onomàstica: sants Gal, monjo; Eduvigis d'Andechs, duquessa; Bercari de Der, abat (fins al 1969); Bertran de Comenge, bisbe; Galderic, camperol; Guillem el Gran o Guillem de Malavalle, anacoreta, que va donar lloc a la fundació dels Eremites de Sant Guillem; Margarida Maria Alacoque, salesa; servents de Déu Miquel Palau i Vila, claretià; Miquel Costa i Llobera, sacerdot; Longí, soldat (al calendari ortodox i oriental; al catòlic és el 15 de març).
- Festa Local de Fígols a la comarca del Berguedà
- Fira de Sant Ermengol de la Seu d'Urgell (Alt Urgell), també se celebra la Fira de Formatges Artesans del Pirineu.
- Dia Mundial de l'Alimentació.